# Fédération de l'Armée de terre britannique de rugby à XV
La fédération de l'Armée de terre britannique de rugby à XV (en anglais, Army Rugby Union ou ARU) est l'entité responsable du rugby à XV au sein de l'Armée de terre britannique. Créée le 31 décembre 1906, l'ARU  est un membre constituant de la fédération anglaise de rugby à XV.
Son équipe fanion, l'Army Senior XV, a joué plusieurs matchs contre l'équipe de France de rugby à XV dans les années 1940. Elle a participé en 2011 à la première Coupe du monde militaire de rugby à XV. Par ailleurs, l'équipe des unités basées en Allemagne joue régulièrement contre des équipes nationales de pays émergents du rugby européen comme la Belgique, le Danemark, les Pays-Bas, l'Allemagne et le Luxembourg.

## Histoire

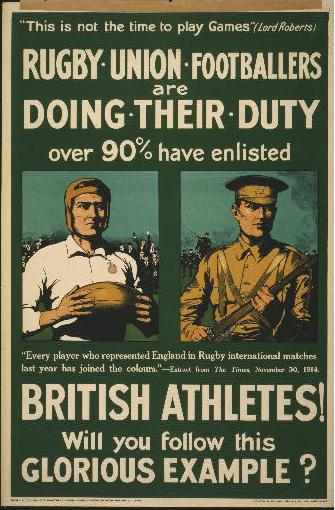
Affiche de recrutement de l'Armée britannique pendant la Première Guerre mondiale.

La pratique du rugby au sein de l'Armée de terre britannique est très ancienne, la première mention d'un match remontant à la guerre de Crimée (1854-56). Les matchs à cette époque étaient joués selon différentes règles et avec des équipes allant de 11 à 20 joueurs. Dans les années 1860 et 1870, les matchs opposaient non seulement les équipes des différents régiments entre eux mais également des équipes de soldats stationnés sur le sol britannique à des équipes civiles. Certains soldats participèrent à l'avènement des premiers matchs internationaux. Les lieutenants anglais Charles Crompton et Charles Sherrard du Royal Engineers participent ainsi au premier match international de l'histoire du rugby à XV qui oppose le 27 mars 1871 l'Écosse à l'Angleterre. L'année suivante, deux autres sapeurs, les lieutenants Frederick Maxwell (en) et Henry Renny-Tailyour (en) sont sélectionnés en équipe d'Écosse. Dès les débuts, les régiments stationnés un peu partout dans l'Empire britannique participèrent à l'expansion du rugby dans le monde. C'est d'ailleurs à la suite d'un match disputé le jour de Noël 1872 à Calcutta entre des joueurs anglais et des joueurs gallois, irlandais et écossais du 3e Regiment (East Kent) et du 62e Régiment (Wiltshire) que fut créé la Calcutta Cup, le plus vieux trophée international de rugby à XV. 
L'ARU est fondée en 1906 à l'initiative de trois officiers également joueurs du Blackheath RC : JEC Partridge, WSD Craven et CG Liddell. La création de la fédération est autorisée par les autorités militaires le 31 décembre de la même année et le field marshal Arthur de Connaught et Strathearn en devient le premier président. En 1907, l'ARU met en place l'Army Cup, une compétition inter-régiment, dont le trophée est offert par la fédération anglaise de rugby à XV. La tradition d'un match annuel contre l'équipe de rugby à XV de la Royal Navy à Twickenham est également instituée cette année-là même si plusieurs rencontres Army contre Navy avait eu lieu depuis 1878. En 1920, la compétition inter-services est étendue à la Royal Air Force. 
Durant l'Entre-deux-guerres (1920–39), l'ARU organise des matchs contre l'équipe de rugby à XV de l'Armée de terre française jusqu'à ce qu'en 1931 les matchs entre équipes anglo-saxonnes et équipe française sont suspendus à la suite du boycott mis en place par l'IRB. Alors que l'IRB a levé son boycott en 1939, un nouveau match est organisé contre la France en février 1940 peu avant l'invasion allemande sur la France. Juste à la fin de la Seconde Guerre mondiale, l'ARU met en place une équipe formée d'anciens internationaux combattant dans les forces armées britanniques, les British Empire Forces, afin de jouer une série de matchs contre l'équipe nationale française. Si les britanniques choisissent de ne pas accorder de capes aux joueurs participant à ces matchs, les français reconnaissent ces matchs comme des sélections officielles.
À partir de la guerre, les joueurs de rugby de haut niveau faisant leur service militaire domine les compétitions inter-régiments, permettant d'élever le niveau des compétitions. Une trentaine de conscrits ont l'honneur d'être sélectionnés pour leur équipe nationale, Matthews, Hall, Cameron, Scotland, Mike Campbell-Lamerton et Fisher devenant même capitaine dans leur équipe nationale respective. Par ailleurs, trois officiers anglais, BC Hartley (RFU 1947-48), RGS Hobbs (RFU 1961-62) et DW Shuttleworth (RFU 1985-86) et un officier écossais FH Coutts (SRU 1977-78), prennent la tête de la fédération de rugby à XV de leur pays entre 1947 et 1995. 
En septembre 2011, l'Army Senior XV participe en Australie à la première Coupe du monde militaire de rugby à XV. L'Army bat les équipes militaires des Samoa et de France en phase de poule pour accéder à la demi-finale contre les Tonga organisée à North Shore City. L'Army senior XV remporte ensuite sa demi-finale sur le score 15-10 avant de s'incliner en finale à Auckland contre l'équipe militaire australienne sur le score de 62 à 17.

## Rugby à XV féminin
En 1996, l'ARU accorde sa reconnaissance officielle au rugby féminin, pratiqué au sein des unités de l'armée britannique depuis la fin des années 1980. Une compétition annuelle féminine inter-armées a été créé en 2003, dont toutes les éditions ont été remportées depuis lors par l'équipe de l'Armée de terre. En novembre 2010, une joueuse de l'équipe de l'armée, la vice-caporale Jane Leonard (Royal Engineers), obtient pour la première fois une cape internationale à l'occasion d'un match opposant l'Angleterre et la Nouvelle-Zélande à Twickenham.

## Rugby à sept
L'équipe de l'Armée de terre britannique de rugby à sept est créée en 2000, à l'occasion de matchs organisés pour aider l'équipe d'Angleterre de rugby à sept à se préparer pour les IRB Sevens World Series. L'équipe s'est depuis illustrée dans les compétitions de clubs britanniques de rugby à sept en remportant notamment le tournoi annuel de charité du Middlesex Sevens en 2001 et 2004.

## Anciens internationaux britanniques
Angleterre
- Reg Higgins (Royal Signals)
- Herbert Godwin (Royal Leicestershire Regiment, régiment aujourd'hui incorporé dans le Royal Anglian Regiment de la British Army Infantry  )
- Tim Rodber (Green Howards, régiment aujourd'hui incorporé dans le Yorkshire regiment de la British Army Infantry)

 Écosse
- Mike Campbell-Lamerton (Duke of Wellington's Regiment, régiment aujourd'hui incorporé dans le Yorkshire regiment de la British Army Infantry)
- Angus Cameron (en) (Royal Artillery)
- Ken Scotland (Royal Signals (en))
- Brian Shillinglaw (en) (King's Own Scottish Borderers)
- Rob Wainwright (Royal Army Medical Corps)

 Pays de Galles
- Jack Matthews (Royal Army Medical Corps)
- Haydn Morgan (REME)